# Zschorta
Zschorta ist ein Ortsteil der Stadt Berga-Wünschendorf im Landkreis Greiz in Thüringen.

## Geografie
Der Ortsteil Zschorta liegt südwestlich von Wünschendorf/Elster und westlich der Weißen Elster in recht kupierten Umland unweit östlich der Stadt Weida am Ende des Bendelbaches. Das Angerdorf ist von einer Straße durchschnitten. Die Gelängeflur umfasste 1905 119 ha.

## Geschichte

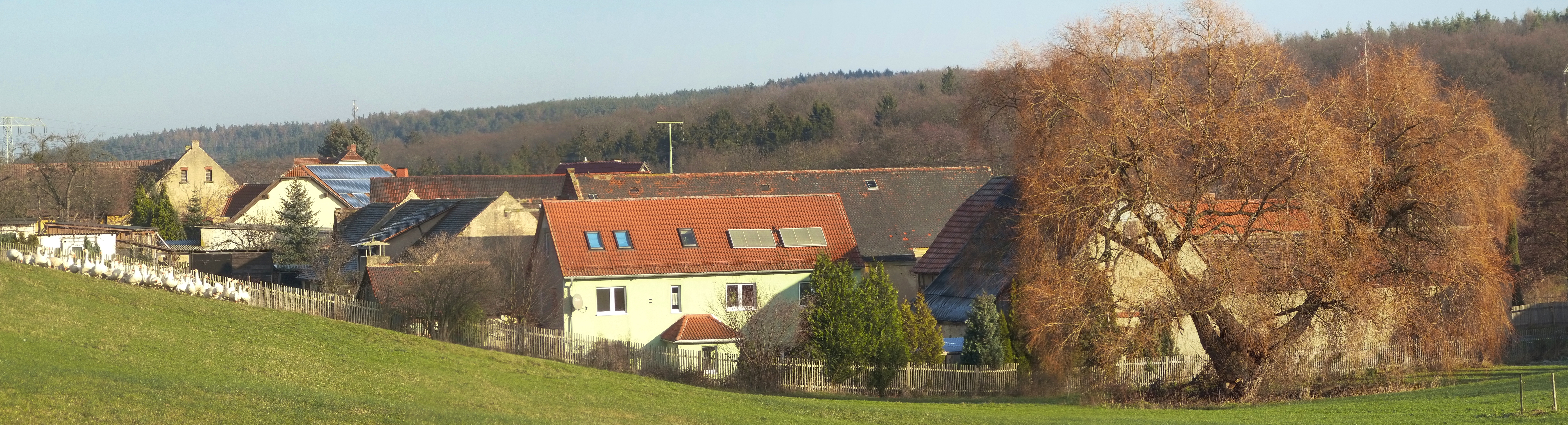
Dorfidylle in Zschorta

Am 11. März 1342 wurde der Ort erstmals urkundlich erwähnt. Zschorta wurde am 1. Juli 1950 nach Wünschendorf eingemeindet, welches seit dem 1. Januar 2024 ein Ortsteil der Stadt Berga-Wünschendorf ist. Der Weiler war und ist landwirtschaftlich und touristisch geprägt.